# Камберуэллский колледж искусств
Камберуэллский колледж искусств (англ. Camberwell College of Arts) — дочерний колледж Лондонского университета искусств, считающийся одним из ведущих институтов искусств и дизайна Великобритании. Расположен в районе Камберуэлл в южной части Лондона, а также в двух отдельных зданиях, на Пекхэм-роуд и Уилсон-роуд. Колледж предлагает программы дополнительного и высшего образования, в том числе аспирантуру и получение докторской степени. Также, учебное заведение предоставляет возможность получения степени в рамках изящного искусства, предоставляя специализированные курсы бакалавриата по живописи, скульптуре, фотографии и рисунку. Помимо этого, колледж проводит курсы для выпускников и аспирантов по реставрации произведений искусства, а также курсы дизайна, такие как графический дизайн, иллюстрация и 3D-дизайн.

## История
История колледжа тесно связана с историей Галереи Южного Лондона, с которой колледж делит свое местоположение. Бывший управляющий Южно-Лондонским рабочим мужским колледжем Уильям Росситер в 1889 году приобрел в собственность Портленд-Хаус, на месте которого сейчас стоит колледж. В 1891 году на этом участке открылась галерея, за которой последовало возведение Технического института (1898), прообраза будущего колледжа.
Филантроп Джон Пассмор Эдвардс выделил значительную сумму денег на возведение здания в память о лорде Лейтоне. Архитектором проекта выступил Морис Бингем Адамс. Возведение будущих колледжа и галереи было пролоббировано членами камберуэллского художественного движения, поддержанного Эдвардом Бёрн-Джонсом, лордом Лейтоном, Уолтером Крейном и Джорджем Уоттсом. Главной целью колледжа было предоставить «лучшее художественное и техническое образование всем социальным группам района». Первоначально колледж предлагал занятия по определённым специальностям, таким как архитектура, дизайн шкафов, вышивка, резьба по дереву, и трафаретная резка. К 1920 году был создан факультет изобразительного искусства.
Во время Второй мировой войны заведующим факультета живописи был назначен Виктор Пасмор. Вскоре он приглашает в преподавательский пул Уильяма Колдстрима, который, в свою очередь, приглашает туда Джо Диксона из Королевского колледжа искусств и Клода Роджерса. Эти трое выпускников школы Юстон-Роуд, выдающихся художника, положили начало периоду профессионального роста учебного заведения. В этот период в Камберуэлле преподавали многие именитые художники, в том числе Франк Ауэрбах, Лоуренс Гоуинг и Эдвард Ардиццоне. В начале 1960-х факультет живописи возглавил художник Роберт Медли. На протяжении 1960-х и 1970-х годов в колледже преподавали такие художники, как Рон Китай, Кеннет Мартин, Патрик Проктор, Юан Углоу, Фрэнк Боулинг и Дэвид Хефер. В этот период в колледже процветал факультет истории искусств, возглавляемый Коналом Шилдсом, на котором работали такие художники, как Гарольд Коэн, и ученые, включая Тимоти Джеймса Кларка. В 1973 году школа расширилась до современного специализированного корпуса рядом с существующими помещениями. Все они занесены в список памятников архитектуры Великобритании. В нынешнее время колледж проходит масштабную реконструкцию под патронажем компании Stephen Marshall Architects.
В 1980-х заведующей факультета изящных искусств стала Венди Смит, пригласив к себе в отдел Ноэля Форстера, Джона Хиллиарда, Корнелию Паркер, Филлиду Барлоу, Гэвина Янтьеса и Иэна Маккивера. В свою очередь, факультет графического дизайна возглавили Тони Мессенджер и Эйлин Хоган, впоследствии основавшая издательство The Camberwell Press, а Эрик Айерс стал руководителем факльтета типографии.
В 1986 году Камберуэллская школа искусств и ремёсел стала учредительным колледжем Лондонского института, сформированным Управлением образования внутреннего Лондона для объединения лондонских школ искусства, дизайна, моды и медиа в коллегиальную структуру. В 1989 году школа была переименована в Камберуэллский колледж искусств. Во время этой реструктуризации Камберуэлл временно приостановил курсы изобразительного искусства, но к тому времени, когда Лондонский институт получил статус университета и в 2004 году был переименован в Лондонский университет искусств, кафедра была полностью восстановлена.
Среди известных художников, которые преподавали в Камберуэлле фигурируют такие деятели искусств, как Ричард Сли, Мэтт Фрэнкс, Брайан Гриффитс, Саския Олде Вольберс, Фрэн Коттелл, Ребекка Фортнум, Келли Чорпенинг, Патрисия Эллис, Анна Моссман, Дэвид Кросс из Cornford & Cross, Джеймс Эдгар, Дэниел Стерджис, Руперт Норфолк, Данкан Вулдридж, Бернд Бер, Джордан Маккензи, Энн-Мари Кример, Дэнни Трейси и Хью Локк. В 2014 году американский художественный критик Хэл Фостер был назначен «практиком-резидентом» на факультете изобразительного искусства, в 2016 году это звание получила Гризельда Поллок.

## Исследования
Исследовательские проекты колледжа связаны с рядом текущих теоретических и практических дискуссий в таких областях, как взаимодействие новых технологий и творческой практики; транснациональное искусство, идентичность и нация, а также сохранение византийских книг и рукописей. Камберуэлл является частью Лондонского Университета искусств и его исследовательской сети (RNUAL), которая также включает Центральный колледж искусства и дизайна имени Святого Мартина, Колледж искусства и дизайна Челси, Лондонский колледж коммуникаций и Лондонский колледж моды.
Ряд выдающихся художников выступали в колледже в качестве исследователей и лекторов, в их числе были Хамфри Оушен и Джон Кин, а также керамист Джулиан Стэйр. Имея прочные связи с местным сообществом, Камберуэлл имеет специально построенное общественное художественное и выставочное пространство «Peckham Space», спроектированное фирмой PENSON на Пекхэм-сквер. В нём представлены «новые мультимедийные, локационные проекты, соединяющие искусство, людей и место через творческий опыт». Колледж также курирует, совместно с Художественным советом Англии, текущие научные исследования Джона Латама, чья местная резиденция «Flat Time House» недавно была превращена в музей.

## Принадлежность
Камберуэлл является частью Лондонского университета искусств и вместе с его дочерними учебными заведениями — Колледжем искусства и дизайна Челси и Уимблдонским колледжем искусств — составляет CCW-модель из трех колледжей, которая позволяет каждому колледжу сохранять свою индивидуальную идентичность, предоставляя студентам доступ к преподавательским и учебным помещениям в трех колледжах. CCW объединила свои базовые курсы с сентябре 2011 года в кампусе Камберуэлла на Уилсон-роад. Другими колледжами университета являются Центральный колледж искусства и дизайна имени Святого Мартина, Лондонский колледж коммуникаций и Лондонский колледж моды.
На международном уровне колледж сотрудничает с другими европейскими художественными школами и университетами, а студенты регулярно принимают участие в образовательных обменах Эразмус с учебными учреждениями в таких городах, как Марсель, Лейпциг, Милан и Мадрид. Кроме того, у колледжа есть связи с колледжами в Японии и США, где студенты принимают участие в проектах Нью-Йоркской школы-студии рисунка, живописи и скульптуры, Нью-Йоркской школы дизайна имени Парсонса, Модно-технологического института и Йельской школы искусств.

## Известные выпускники
- Новера Ахмед[англ.] (скульптор)
- Реджинальд Фэйрфакс Уэллс[англ.] (скульптор и гончар)
- Бернадетт Эш[англ.] (художница)
- Джиллиан Эйрс RA (в 1989 выдвигалась на Премию Тёрнера)
- Франко Би[англ.] (художник)
- Ирен Бач[англ.] (художница)
- Джефф Бэнкс[англ.] (графический дизайнер и телеведущий)
- Роджер «Сид» Барретт (основатель группы Pink Floyd, художник)
- Кейт Блэкер[англ.] (художник)
- Квентин Блейк (художник)
- Чарльз Уильям Кейн[англ.] (художник)
- Сет Кардью[англ.] (гончар)
- Джиллиан Карнеги[англ.] (в 2005 выдвигалась на Премию Тёрнера)
- Леди Сара Чатто (художница)
- Сью Клоуз[англ.] (дизайнер моды)
- Даррен Коффилд[англ.] (художник)
- Джошуа Компстон[англ.] (куратор)
- Жан Кук[англ.] (художник)
- Нейша Кросланд[англ.] (текстильный дизайнер)
- Дез’ри (певица)
- Рой Тёрнер Даррант[англ.] (художник)
- Узо Эгону[англ.] (художник)
- Дэйв Элси[англ.] (художник по макияжу, лауреат премии «Оскар»)
- Джорджина фон Эцдорф[англ.] (текстильный дизайнер)[8]
- Энтони Эйтон[англ.] RA (художник)
- Барри Фантони[англ.] (артист, писатель, джазовый музыкант, перформер)
- Валериан Бернард Фрейберг, третий барон Фрейберг[англ.] (британский пэр)
- Сэр Терри Фрост[англ.] RA (художник)
- Эдит Галлинер[англ.] (художник)
- Ники Гаврон[англ.] (политик)
- Кэтрин Гудман[англ.] (художница, лауреатка премии BP Portrait Award)[9]
- Лиз Мюррей (художница)
- Мэгги Хэмблинг O.B.E. (художница)
- Том Хэммик (лауреат премии Jerwood Drawing Prize)[10]
- Говард Ходжкин (лауреат премии Премии Тёрнера 1985 года)
- Эйлин Хоган[англ.] (художница)
- Рэйчел Хаус[англ.] (художница)
- Джоан Хатт[англ.] (художница)
- Карл Хайд[англ.] (музыкант)
- Анджей Яковски (художник, лауреат премии John Moores Painting Prize 1991 года[11])
- Шанталь Иоффе[англ.] (художница)
- Энди Дог Джонсон[англ.] (художник и иллюстратор)
- Дэвид Джонс[англ.] (художник и поэт)
- Люси Джонс[англ.] (художница)
- Зебеди Джонс[англ.] (художница)
- Джон Кин[англ.] (художник)
- Питер Киндерсли[англ.] (издатель)
- Рон Китай (художник)
- Светлана Кей-Лай (художница)
- Пётр Карагеоргиевич (сын Александра II Карагеоргиевича) (он же, Пётр III Карагеоргиевич) (графический дизайнер)
- Найджел Констам[англ.] (скульптор)
- Димитри Лаундер[англ.] (художник)
- Наташа Лоу[англ.] (художница)
- Майк Ли (кинорежиссёр)
- Лоуренс Ллевелин-Боуэн[англ.] (дизайнер интерьеров и телеведущий)
- Хамфри Литтелтон[англ.] (джаз-музыкант)
- Рафаэль Маклуф[англ.] (скульптор)
- Сарги Манн (художник)
- Элвин Марриотт[англ.] (скульптор)
- Марк Макгован[англ.] (художник)
- Маргарет Ми (художница)
- Теодор Мендес[англ.] (художник)
- Кит Милоу[англ.] (художник)
- Кэти де Моншо[англ.] (в 1998 выдвигалась на Премию Тёрнера)
- Джунко Мори[англ.] (художник)
- Энни Моррис[англ.] (художница)
- Малкольм Морли (в 1984 выдвигался на Премию Тёрнера)
- Кейт Моросс[англ.] (дизайнер/иллюстратор)
- Грегор Мьюир[англ.] (кинорежиссёр, Институт современного искусства (Лондон)
- Элла Напер[англ.] (художница)
- Фрэнк Ньюбоулд[англ.] (художник постеров)
- Деннис Х. Осборн[англ.] (художник)
- Жан Осборн[англ.] (художник)
- Даф Палфри[англ.] (кинопродюсер)
- Том Филлипс[англ.] R.A. CBE (художник)
- Томас Поблете
- Лиз Пишон (иллюстратор)
- Роуз Элинор Дугалл[англ.] (музыкантка)
- Лесли Рэнкин[англ.] (музыкант)
- Мэтью Ричи (художник)
- Тим Рот (актёр)
- Джон Шоу[англ.] (резчик по камню)
- Гилберт Спенсер[англ.] R.A. (художник)
- Мэтью Стоун[англ.] (художник)
- Ангус Сатти[англ.] (гончар)
- Алан Торнхилл[англ.] (скульптор)
- Юан Углоу[англ.] (художник)
- Кит Воан (художник)
- Флоренс Уэлч (солистка группы Florence and the Machine)
- Александр Уильямс[англ.] (аниматор)
- Денис Уильямс[англ.] (художник)
- Джо Райт (кинорежиссёр, лауреат премии BAFTA)